# Hřebečná
Hřebečná (německy Hengstererben) je vesnice, část města Abertamy v okrese Karlovy Vary v Karlovarském kraji. Nachází se asi 1,5 kilometru severovýchodně od Abertam. Hřebečná je také název katastrálního území o rozloze 4,2 km².

## Historie

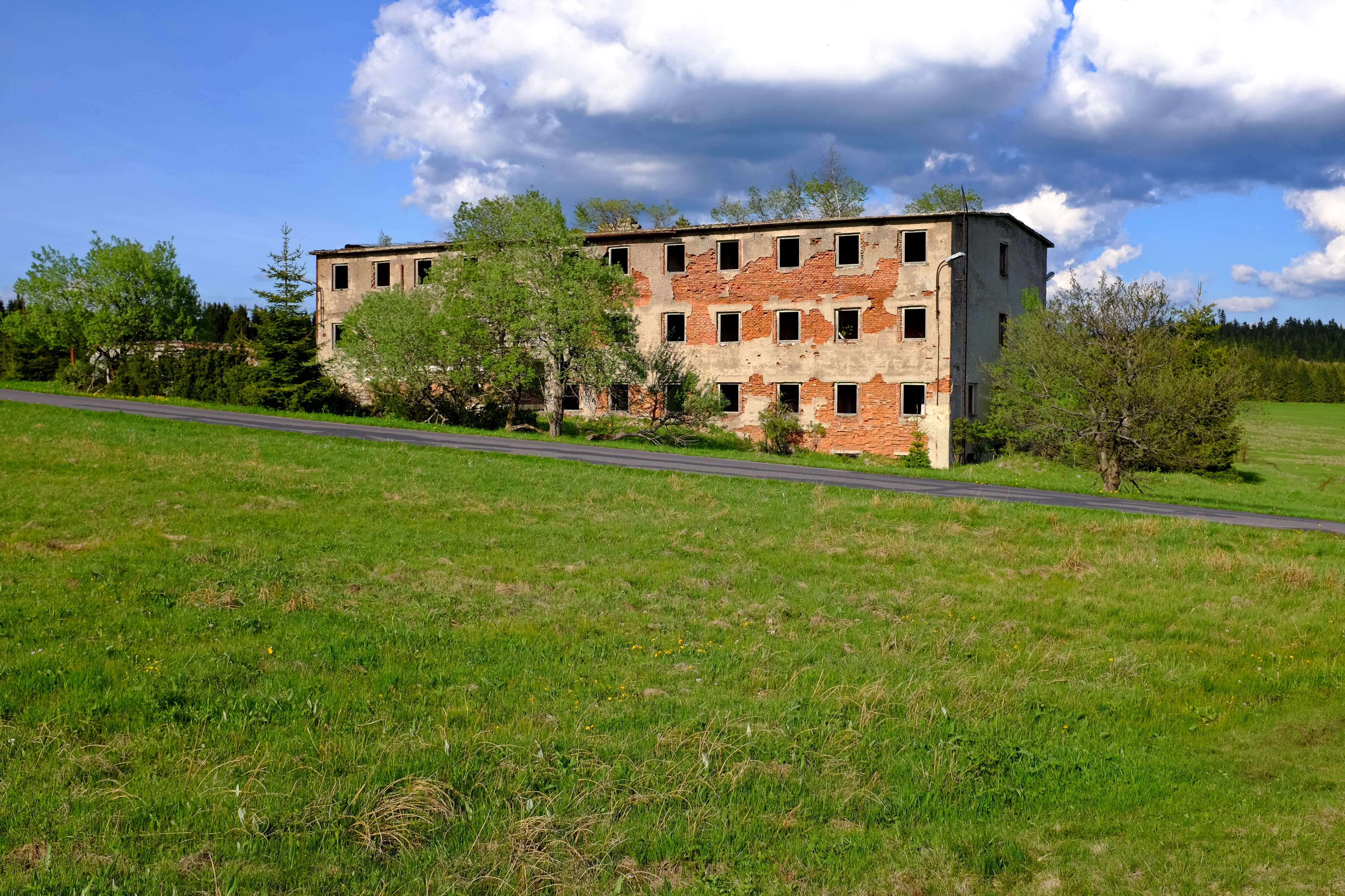
Bývalá kasárna

První písemná zmínka o Hřebečné pochází z listiny vydané 10. února roku 1547 v Praze, jíž císař Ferdinand I. Habsburský znovu (ǃ) povolil městu Jáchymovu výnos z nově otevřených cínových dolů v Hřebečné.
Dějiny Hřebečné jsou úzce spojeny s těžbou cínu, která v okolí Hřebečné probíhala od poloviny šestnáctého do konce osmnáctého století. Hornický revír se zde dělil na Zadní Hřebečnou, kde byl hlavním dolem Behrův důl (později zvaný Mauritius), a na Přední Hřebečnou s dolem Červená jáma. Důlní vody z hloubek do šedesáti metrů odváděla dědičná štola Jiří. 
Další písemná zmínka o vesnici Hřebečná pochází z roku 1720.
Těžba v dolech na Přední Hřebečné ustala na konci osmnáctého století, byť ložiska nejspíše nebyla zcela vytěžena. Důl Mauritius byl definitivně uzavřen až v listopadu roku 1944. Kromě cínu se u Hřebečné těžila také železná ruda, zejména hematit vázaný na křemenné žíly tzv. bludenské poruchy. K železorudným dolům patřily Tiefer Eisenstein, Neue Eisensteinzeche nebo Josefi Stollen.
V roce 1965 zde byla postavena kasárna. Roku 1982 byla stavebně sanována a o rok později předána radiolokační jednotce Střední skupiny vojsk okupační Sovětské armády. Ta je využívala do roku 1987 a od té doby chátrají.

## Přírodní poměry
Ložisko cínu u Hřebečné je součástí blatenského žulového masivu. Ten protínají greisenové žíly, na které se váže výskyt cínu a dalších rudních minerálů. Nejmohutnější greisenová žíla Krušných hor se nacházela právě na Hřebečné a její mocnost dosahovala šestnácti metrů. Podle geologických průzkumů z padesátých až šedesátých let dvacátého století sahá zrudnění do hloubek až dvě stě metrů, ale se zvětšující se hloubkou rychle klesá. Odhad existujících zásob dosahuje 26 tisíc tun cínové rudy, především kasiteritu, s průměrným obsahem cínu 0,79 % (tj. asi 200 tun kovu).
Do severní části katastrálního území zasahuje přírodní rezervace Ryžovna. Většina území, s výjimkou nejjižnější části, je součástí evropsky významné lokality Krušnohorské plató. Do katastrálního území zasahuje také část ptačí oblasti Západní Krušné hory.

## Obyvatelstvo
Při sčítání lidu v roce 1921 zde žilo 1108 obyvatel (z toho 487 mužů), z nichž byl jeden Čechoslovák, jeden cizinec a 1106 Němců. Kromě čtyř evangelíků se hlásili k římskokatolické církvi. Podle sčítání lidu z roku 1930 měla vesnice 1224 obyvatel: šest Čechoslováků, 1217 Němců a jednoho cizince. Výrazně převažovala římskokatolická většina, ale žilo zde také jedenáct evangelíků, jeden příslušník církve československé, jeden žid a sedm lidí bez vyznání.
| Rok            | 1869 | 1880 | 1890 | 1900 | 1910 | 1921 | 1930 | 1950 | 1961 | 1970 | 1980 | 1991 | 2001 | 2011 | 2021 |
| -------------- | ---- | ---- | ---- | ---- | ---- | ---- | ---- | ---- | ---- | ---- | ---- | ---- | ---- | ---- | ---- |
| Počet obyvatel | 1264 | 1456 | 1388 | 1400 | 1459 | 1108 | 1224 | 666  | 298  | 98   | 49   | 31   | 37   | 56   | 54   |
| Počet domů     | 151  | 158  | 161  | 170  | 169  | 168  | 176  | 200  | .    | 26   | 16   | 23   | 25   | 27   | 35   |

## Obecní správa
Při sčítání lidu v letech 1869–1921 Hřebečná byla osadou města Abertamy, se kterým patřila nejprve do okresu Jáchymov, ale v letech 1910 a 1921 do okresu Nejdek. V letech 1930 a 1950 byla samostatnou obcí, nejprve v okrese Nejdek a podruhé v okrese Karlovy Vary-okolí. Od roku 1960 je částí obce Abertamy v okrese Karlovy Vary.

## Pamětihodnosti

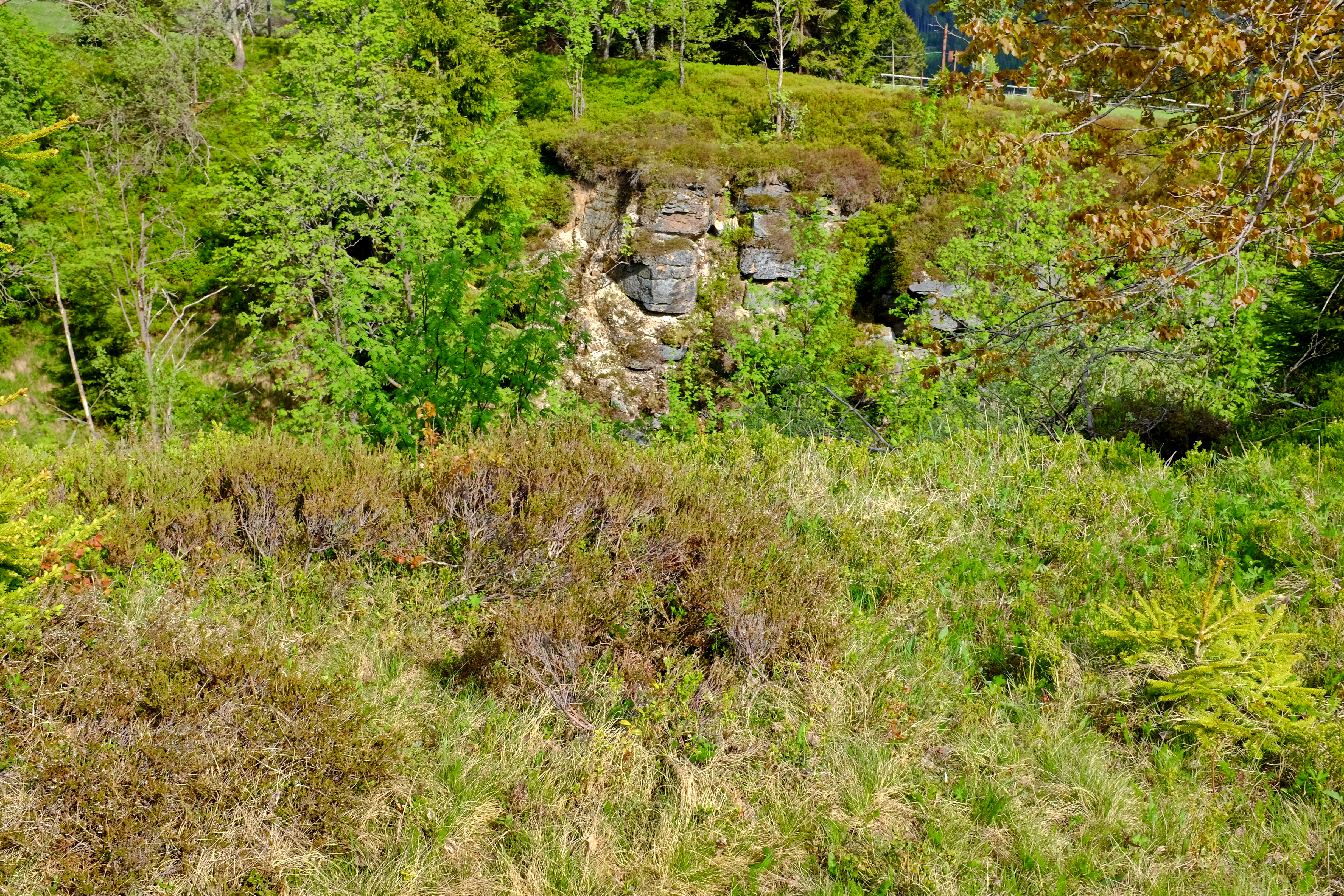
Schneppova pinka

Severně od vesnice se nachází ústí štoly Kryštof, která je zpřístupněnou částí historického dolu Mauritius chráněného jako národní kulturní památka. Její součástí je také Červená jáma.
Ještě dále na sever je na povrchu patrná Schneppova pinka na Zadní Hřebečné. Měří asi 80 × 20 metrů a dosahuje hloubky až dvacet metrů. Navazuje na ni horní Schneppova pinka se strmějšími svahy. Obě propadliny vznikly v důsledku povrchové a hlubinné těžby cínu na žilách Mauritius, Führinger a Trojice. V horní pince je patrné greisenové těleso a stopy po štole Tagstrecke.